# 酷儿研究
酷儿研究是一门从文学理论、政治学、历史学、社会学、伦理学和其它研究酷儿人群的定义、生活、历史和人口的人文学科发展而来的综合学科。
一些最初的酷儿研究的人包括米歇尔·福柯、朱迪恩·巴特勒（Judith Butler）、Audre Lorde、约翰·博斯韦尔和伊夫·科索夫斯基·塞奇威克（Eve Kosofsky Sedgwick）。
酷儿研究的方法包括搜集酷儿的影响和文学作品的主题；政治趋向和受压迫女性、种族群体、贫穷阶级与酷儿关系的分析；以及研究历史上被忽略的以及被宗教排除在外的酷儿人物和趋向。
酷儿研究不应与酷儿理论相混淆，酷儿研究是酷儿理论里面一个解析主义的分析观点。

## 外部連結
- College Equality Index （页面存档备份，存于）
- University Queer Programs （页面存档备份，存于）
- Undergraduate Journal of Sexual Diversity Studies at the University of Toronto
- The Rockway Institute （页面存档备份，存于） for LGBT research in the public interest at Alliant International University
- The Gay, Lesbian, Bisexual, Transgender Historical Society （页面存档备份，存于）
- Trikster - Nordic Queer Journal （页面存档备份，存于）
- Lesbian and Gay Research in UK Universities and Colleges （页面存档备份，存于）(compiled in 2006)
- LGBT Studies Minor at the University of Louisiana at Lafayette （页面存档备份，存于）